# Le Grimoire du petit peuple
Le Grimoire du petit peuple est une série de bande dessinée composée de plusieurs contes ayant pour thème commun le petit peuple. Ils ont été rassemblés par Pierre Dubois suivant les lieux et moments où ils se déroulent : au crépuscule, dans la forêt et dans les tavernes. Dessin et couleurs ont été réalisés par un collectif d’auteurs composé entre autres d’Emmanuel Civiello et Étienne Le Roux.

## Albums
| Tome | Titre         | Parution chez Delcourt       | Dessinateurs et coloristes | ISBN                     |
| ---- | ------------- | ---------------------------- | --- | ------------------------ |
| 1    | Le Crépuscule | 22 octobre 2004 (47 pages)   | - Laurent Cagniat - Emmanuel Civiello - Thomas Labourot - Étienne Le Roux - Gradimir Smudja - Hervé Tanquerelle                | (ISBN 978-2-84789-510-0) |
| 2    | La Forêt      | 1er mars 2005 (48 pages)     | - Dominique Bertail - Emmanuel Civiello - Dermot-Desroches - Aleksa Gajić - Étienne Le Roux - Jérôme Lereculey - Thierry Ségur | (ISBN 978-2-84789-713-5) |
| 3    | Les Tavernes  | 26 septembre 2005 (56 pages) | - Emmanuel Civiello - Anthony Jean - Guillaume Lapeyre - Étienne Le Roux - Peter Madsen - Alexis Nesme                         | (ISBN 978-2-84789-643-5) |

## Publication

### Éditeurs
- Delcourt (Collection Terres de Légendes) : Tomes 1 à 3 (première édition des tomes 1 à 3).